# Бенда, Лола
Лола Бенда (нем. Lola Benda; 24 августа 1922, Берлин — ?) — швейцарская и бразильская скрипачка и музыкальный педагог.
Дочь скрипача Ханса Бенды и его жены Доры Хаман (1889—1976), музыканта и поэтессы. Училась у своего отца, затем в Лондоне у Карла Флеша. С одиннадцатилетнего возраста концертировала в Швейцарии как солистка, затем также в дуэте с братом, пианистом Себастьяном Бендой. В 1940 г. выиграла Международный конкурс исполнителей в Женеве. Участвовала в Дармштадтском фестивале современной музыки.
В 1952 году отправилась с гастрольной поездкой в Латинскую Америку и с 1954 года вместе с братом обосновалась в Бразилии. В течение семи лет преподавала в Федеральном университете Баии, затем в течение 10 лет в музыкальном семинаре Pró-Arte в Сан-Паулу. В 1958 г. дебютировала в США, выступив с концертом в нью-йоркском Таун-холле. Продолжала выступать в дуэте с братом, а также, с 1964 года, в ансамбле с дочерью, скрипачкой Арианой Пфистер-Бенда. Основала в Сан-Паулу молодёжный инструментальный ансамбль (1971) и молодёжный струнный оркестр, а в 1973 г., вместе с братом и его сыном Кристианом, виолончелистом, — ансамбль Camerata Benda, удостоенный в 1975 г. премии Ассоциации критиков Сан-Паулу как лучший камерный ансамбль года.
Автор каденций к скрипичному концерту Франтишека Бенды.